# Doeringiella chacoensis
Doeringiella chacoensis är en biart som beskrevs av Roig-alsina 1989. Doeringiella chacoensis ingår i släktet Doeringiella och familjen långtungebin. Inga underarter finns listade i Catalogue of Life.